# Woodruff (Carolina do Sul)
Woodruff é uma cidade localizada no estado norte-americano de Carolina do Sul, no Condado de Spartanburg.

## Demografia
Segundo o censo norte-americano de 2000, a sua população era de 4229 habitantes.
Em 2006, foi estimada uma população de 4096, um decréscimo de 133 (-3.1%).

## Geografia
De acordo com o United States Census Bureau tem uma área de
9,5 km², dos quais 9,5 km² cobertos por terra e 0,0 km² cobertos por água. Woodruff localiza-se a aproximadamente 240 m acima do nível do mar.

## Localidades na vizinhança
O diagrama seguinte representa as localidades num raio de 20 km ao redor de Woodruff.